# F.D.B.
F.D.B. er en dansk dokumentarisk stumfilm fra 1924 med ukendt instruktør.

## Handling
Akt 1-4: Besøg på garveri, hvor man følger de forskellige stadier i garvning af huder.

Akt 5-7: Besøg på skotøjsfabrik